# Jacopo Calò Carducci
Jacopò Calò Carducci (Bari, 23 febbraio 1902 – Libia, 27 aprile 1939) è stato un aviatore e militare italiano.
Pilota di grande esperienza della Regia Aeronautica, prese parte al Circuito del Baltico, alla Crociera del Mediterraneo Orientale, a quella del Mediterraneo Occidentale, alla Crociera aerea transatlantica Italia-Brasile e alla Crociera aerea del Decennale.

## Biografia
Nacque a Bari il 23 febbraio 1902, figlio di Saverio e Angela Marzano. Da giovane compì gli studi secondari frequentando l'Istituto Nautico della sua città natale, uscendone con il grado di Capitano di lungo corso nel 1920. Entrato con un corso di integrazione alla Regia Accademia Navale di Livorno, ne uscì nel 1922 con il grado di guardiamarina di complemento. Nel corso del 1923, con la costituzione della Regia Aeronautica, chiese ed ottenne di transitare nella nuova arma, frequentando la scuola idrovolanti di Portorose, e conseguendo l'anno successivo il brevetto di pilota militare.
Nell'autunno 1925 prese parte alla Crociera del Nord Europa, effettuata da due idrovolanti Macchi M.24 sotto la guida dell'allora maggiore Umberto Maddalena. Dopo aver avuto un incidente di volo nell'aprile-maggio 1928, su esplicita richiesta di Francesco De Pinedo entrò a far parte dello Stato maggiore della Regia Aeronautica. Non riuscendo ad abituarsi alla vita d'ufficio fece esplicita richiesta di ritornare all'attività di volo. Tra la fine del mese di maggio e il giugno del 1928 prese parte alla Crociera aerea del Mediterraneo Occidentale, e poi a quella del Mediterraneo Orientale
Al termine della crociera il Ministro dell'Aeronautica Italo Balbo gli affidò l'organizzazione della Crociera aerea transatlantica Italia-Brasile. Nei primi mesi del 1930, insieme al capitano Stefano Cagna, raggiunse a tappe la Guinea portoghese, e poi Bolama dove i due compirono numerosi esperimenti di volo. una volta rientrato in Patria raggiunse l'aeroporto di Orbetello, da dove decollò con gli altri velivoli nel dicembre del 1930, raggiungendo a tappe il Brasile, e ritornando in Italia nel 1931. Per questa impresa gli fu assegnata la Medaglia d'oro al valor aeronautico, e venne fatto Commendatore dell'Ordine dei Santi Maurizio e Lazzaro.
Nel luglio 1933 prese parte alla Crociera aerea del Decennale come pilota, al termine della quale venne promosso maggiore per “meriti straordinari”. Dal settembre 1933 all'agosto 1935 ricoprì l'incarico di comandante dell'aeroporto di Novi Ligure, venendo poi trasferito presso lo Stato maggiore della IV Zona Aerea Territoriale di Bari. Il 1 luglio 1937 prese servizio presso lo Stato maggiore dell'Aeronautica della Libia, frequentando nel 1938 un corso di studi presso la Scuola di guerra aerea di Firenze, e venendo promosso al grado di colonnello “a scelta assoluta” nel marzo del 1939. Il 27 aprile di quell'anno decollò con il collega Alessandro Miglia da Castelbenito a bordo di un bombardiere Savoia-Marchetti S.79 Sparviero con l'obiettivo di raggiungere El Maden (oggi Base aerea Gamal Abd el-Nasser), ma l'aereo non vi arrivò mai, probabilmente precipitato al suolo a causa del Ghibli. Le ricerche, a cui partecipò lo stesso Balbo, si rivelarono infruttuose, e i corpi dei due piloti non furono mai ritrovati.
La Regia Aeronautica volle onorarne la memoria dei due piloti intitolando a Calò Carducci l'aeroporto di Bari Palese e a Miglia il Villaggio azzurro situato sullo stesso aeroporto. Una via di Bari porta il nome di Calò Carducci.

### Annotazioni
1. ↑  I due idrovolanti sorvolarono per la prima volta le Alpi durante il periodo invernale, attraversando gran parte dei paesi dell'Europa settentrionale.
2. ↑  Per il comportamento tenuto durante le fasi dell'incidente venne decorato con Medaglia d'argento al valor aeronautico.
3. ↑  Effettuata da 36 velivoli Savoia-Marchetti S.55 tra il maggio e il giugno del 1929.
4. ↑  Futuro generale di brigata aerea, decorato con Medaglia d'oro al valor militare alla memoria, deceduto in azione nel corso del 1940.
5. ↑  I due piloti trascorsero quattro mesi sulle coste dell'Africa settentrionale, volando a Ketira, a Bolama, alle Isole Azzorre, alle Canarie e a Capo Verde.
6. ↑  Era al comando del velivolo I-CAL 12 appartenente alla Squadriglia Verde.
7. ↑  Dapprima servì in qualità di istruttore presso il NAVAM di Orbetello.
8. ↑  Una località che si trovava oltre Tobruk, al confine con l'Egitto.
9. ↑  In tale Villaggio risiedono le famiglie degli ufficiali e dei sottufficiali che prestano servizio presso il Comando della III Zona Aerea Territoriale (Z.A.T.).

### Fonti
1. 1 2 3 4 5 6 7  Cersosimo 2014, p. 5.
2. 1 2  Trotta 1978, p. 41.
3. 1 2 3 4 5  L'Ala d'Italia n.1, gennaio 1931, p. 26.
4. 1 2  L'Ala d'Italia n.1, gennaio 1931, p. 27.
5. 1 2 3 4 5 6 7 8 9 10 11  Cersosimo 2014, p. 6.
6. ↑  Regio Decreto del 22 gennaio 1931, R.U. 1931, supl. 1, pag. 2.
7. 1 2  Gazzetta Ufficiale del Regno d'Italia n.243 del 19 ottobre 1932. .
8. ↑  Foglio d'ordini del 20 febbraio 1949 dello Stato Maggiore dell'Aeronautica Militare Italiana.